# Eshugbayi Eleko
Oba Eshugbayi Eleko (décédé en 1932), alias Eleko d'Eko, est l'Oba de Lagos de 1901 à 1925, et de 1931 à 1932. Son père est Dosunmu. Les luttes et la victoire légale d'Eleko sur le gouvernement colonial britannique symbolisent la lutte entre les oits des autochtones et la domination coloniale au Nigeria. L'issue de l'affaire Eleko conduit à la déposition d'Eleko en tant qu'Oba et à sa déportation à Oyo entre 1925 et 1931, années que certains historiens appellent aujourd'hui les "années d'interrègnes", et qui voient les règnes d'Ibikunle Akitoye (de 1925 à 1928) et Sanusi Olusi (de 1928 à 1931).

## Accession
Eleko succède à Oyekan I à sa mort en 1901 et est officiellement reconnu Oba par le gouvernement colonial britannique à Lagos sous le poste de gouverneur de William MacGregor. Ceux qui perdent contre Eleko pour l'élection de l'Oba par les Faiseurs de roi incluent Jose Dawodu, Oduntan, et Adamaja.

## Opposition à la taxation de l'eau
En 1908, le gouvernement colonial britannique (gouverneur Walter Egerton) propose l'introduction de l'eau courante à Lagos (au coût de 130 000 £) pour améliorer les conditions sanitaires et fait valoir que les Lagosiens devraient payer pour le système d'eau. Eleko s'oppose au projet en notant que les Lagosiens peuvent vivre de l'eau de puits et que ce sont les Européens de Lagos qui ont besoin de l'eau courante et que les Européens doivent payer pour le projet d'eau. Malgré les objections d'Eleko, la construction de l'usine d'eau d'Iju débute et, par conséquent, Eleko lance une manifestation d'environ 15 000 Lagosiens. Des émeutes suivent la manifestation et des magasins européens à Lagos sont pillés. La question de la taxe sur l'eau divise l'élite de Lagos entre le camp pro-gouvernemental (Kitoyi Ajasa, John Randle, Obasa, Henry Carr, Candido da Rocha, Obanikoro, Alli Balogun) et le groupe anti-gouvernemental (Herbert Macaulay, J. Began Benjamin, Adeniyi Jones, Caulrick). Certains, comme les chefs Obasa et Randle, sont initialement dans le camp antigouvernemental, mais reviennent sur leur position après avoir reçu des menaces d'être séditieux et de se livrer à des activités contraires à l'effort de guerre. Cela est décrit dans le biopic de 2019, The Herbert Macaulay Affair.

## Affrontement avec le gouvernement
Les autres problèmes d'Eleko avec le gouvernement colonial se sont manifestés en 1919 lorsque l'approuve la nomination de 4 musulmans Jamat aux titres de Balogun, Bashorun, Seriki Musillimi et Bey à la mosquée centrale. Le gouvernement colonial estime que l'outrepasse ses prérogatives et que la nomination aurait dû être une affaire strictement religieuse avec la bénédiction du gouvernement. Le gouvernement, dans ce qui peut être considéré comme des représailles aux émeutes concernant le système d'adduction d'eau, a retiré sa reconnaissance à l'et suspendu son allocation. L'antagonisme du gouvernement envers Eleko a rehaussé son profil auprès des Lagosiens; la mesure punitive du gouvernement colonial a eu pour conséquence involontaire de rehausser le profil des Eleko parce que les chefs locaux et les marchands locaux ont inondé les Eleko de soutien financier. Le gouverneur Hugh Clifford réintégrera plus tard dans l'année Eshugbayi Eleko.

## L'Affaire Eleko
L '«affaire Eleko» est centrée sur le personnel de bureaud'Eleko, l'affaire Oluwa Land et le refus d'Eleko de nier et de se dissocier de la déclaration d'Herbert Macaulay à Lones sur le gouvernement colonial de Lagos. Avant la visite d'Herbert Macaulay à Lones au nom du chef Amodu Tijani (Oluwa de Lagos) au sujet de l'historique affaire foncière d'Oluwa, le gouvernement colonial a reçu des informations selon lesquelles Macaulay prévoyait d'emmener le personnel de bureau de l'avec lui, mais le personnel est introuvable. C'est parce qu'il est caché dans la tombe d'un Adamaja (un ancien prétendant à l'Obaship de Lagos) sur ore de Christopher Sapara Williams qui a soutenu la candidature d'Adamaja en 1900. Macaulay aurait fait une descente nocturne sur la tombe d'Adamaja avec son maçon (un Lawani Kafo), refermé la tombe et caché le personnel du bureau dans son mur à Kristen Hall (résidence de Macaulay) jusqu'en 1919, date à laquelle il l'a donnée à un avocat Awoona Renner, qui a rencontré Macaulay et le chef Amodu Tijani (Oluwa de Lagos) à Accra en route pour Lones. Avec le rendez-vous d'Accra, Macaulay a empêché le gouvernement colonial de faire obstacle à sa possession du personnel de bureau de l'Oba. Lorsque Macaulay est à Lones, il a embarrassé le gouvernement colonial de Lagos en publiant une déclaration selon laquelle Eleko Eshugbayi est à la tête de 17 millions de Nigérians et que les Eleko, dont le grand-père (Dosunmu) a cédé Lagos aux Britanniques via le traité de cession de Lagos. en 1861, recevait un salaire inférieur à celui du jardinier européen le moins bien payé. Macaulay a également noté que si Dosunmu s'est vu promettre une pension égale à celle du revenu net de la colonie, la promesse n'a pas été tenue et qu'à partir de 1920, le revenu net du Nigeria est de 4 millions de livres sterling ! Macaulay veut en outre déclarer que l'Eleko est "Le nègre en chef" en possession de 3 fois la taille de la Grande-Bretagne. Le gouvernement colonial est embarrassé et a interprété la représentation comme étant le roi Eleko de tout le Nigeria. En conséquence, le gouvernement a demandé à Eleko de réfuter publiquement la déclaration de Macaulay. Eleko, à son tour, a publié un communiqué de presse niant la déclaration de Macaulay, mais le gouvernement n'est pas satisfait. Il voulait que les sonneurs de cloches d'Eleko produisent un démenti produit par Henry Carr, résident de la colonie de Lagos, qu'Eshugbayi a carrément refusé. Le gouvernement colonial a riposté avec la suspension de l'allocation de l'et le retrait officiel de la reconnaissance gouvernementale.

## Déposition d'Eleko
Sans la coopération de l'Oba, le gouvernement colonial ne peut pas gérer efficacement Lagos. Les tensions ont persisté, se manifestant finalement par une ordonnance du gouvernement colonial déposant et renvoyant l'à Oyo le 6 août 1925. Eshugbayi ne s'est pas conformé à l'ore et le 8 août 1925, il est arrêté et exilé à Oyo. Avec l'exil d'Eleko, Ibikunle Akitoye a régné de 1925 à 1928 et Sanusi Olusi a régné de 1928 à 1931. Alors qu'Eleko est exilé, ses avocats ont continué à lutter contre son expulsion et sont allés devant le Conseil privé en Grande-Bretagne qui a émis une directive demandant une révision de l'expulsion d'Oba. Alors que les choses semblaient favorables à l'après de nombreuses années d'exil, le nouveau gouverneur de Lagos, Donald Cameron, dans ce qui est considéré comme un coup de maître politique, a décidé de régler la question à l'amiable et a permis à Eshugbayi Eleko de revenir. Par conséquent, Cameron a gagné les éloges de nombreux Lagosiens.

## Le retour d'exil
Eleko est revenu vers une foule en liesse de Lagos qui l'a applaudi et l'a porté jusqu'à son palais. Submergé par l'émotion, l'Eleko s'est évanoui et a dû être ranimé. L'Eleko a également éclaté en chanson louant Herbert Macaulay, qui est un ardent défenseur. Sanusi Olusi a quitté Iga Idungaran pour Eleko et est indemnisé par une maison de 1 000 £ le long de Broad Street par le gouvernement colonial britannique plus une allocation annuelle de 400 £.

## Décès
Eshugbayi Eleko est décédé le 24 octobre 1932, est enterré à Iga Idunganran et est remplacé par Falolu Dosunmu.